# Instituição Fiscal Independente
A Instituição Fiscal Independente (IFI) é um órgão vinculado ao Senado Federal do Brasil, criada no ano de 2016, com o objetivo de aumentar a transparência das contas públicas do país. Entre suas atribuições, está a divulgação de estimativas de parâmetros e variáveis relevantes para a construção de cenários fiscais e orçamentários, a análise de indicadores econômicos e do contexto socioeconômico, e a mensuração do impacto de eventos fiscais relevantes. Apesar disso, não cabe à IFI apreciar as contas do Presidente da República. Conforme indica a Constituição Brasileira, tal tarefa cabe ao Tribunal de Contas da União.

## Criação
A IFI foi instalada com a posse do primeiro diretor-executivo, o economista Felipe Salto, no dia 30 de novembro de 2016. A primeira edição do Relatório de Acompanhamento Fiscal, publicação mensal do órgão, ocorreu em fevereiro de 2017.
Sua criação se deu em um momento de intensos debates sobre as contas públicas. No ano de 2016 no Brasil, em especial, viu-se um crescimento das discussões sobre os rumos do país. O debate político interno foi vice-líder em engajamento mundial no Facebook, sendo que tópicos como "pedalada fiscal" e "contabilidade criativa" ganharam cada vez mais atenção.
No mesmo ano, a instituição seria criada pela Resolução nº 42/2016, do Senado Federal, após rejeição da proposta de emenda à Constituição (PEC) 83/15, de iniciativa do então presidente do Senado, Renan Calheiros.  A redação da resolução enumera as seguintes finalidades:
- divulgar estimativas de parâmetros e variáveis relevantes para a construção de cenários fiscais e orçamentários;

- analisar a aderência do desempenho de indicadores fiscais e orçamentários às metas definidas na legislação pertinente;

- mensurar o impacto de eventos fiscais relevantes, especialmente os decorrentes de decisões dos Poderes da República, incluindo os custos das políticas monetária, creditícia e cambial;

- projetar a evolução de variáveis fiscais determinantes para o equilíbrio de longo prazo do setor público.

As quatro atribuições da IFI são cumpridas na forma de publicações regulares, de livre acesso, detalhadas na próxima seção.

## Publicações
A Instituição Fiscal Independente divulga mensalmente os Relatórios de Acompanhamento Fiscal (RAF), que consistem em avaliações conjunturais e atualizações para os cenários fiscais, traçados com base em parâmetros orçamentários. Eventualmente, a IFI também publica Notas Técnicas, que permitem reagir de maneira tempestiva a eventos que tenham efeitos fiscais relevantes na conjuntura econômica e demandam, por essa razão, posicionamento mais ágil da instituição. A IFI também produz os Estudos Especiais, que abordam temas que exigem análise mais detalhada e aprofundada, aproximando-se de um estudo mais acadêmico, contendo revisão de literatura, exercícios econométricos e avaliações comparadas. Em agosto de 2019, a IFI iniciou a publicação de outro produto, chamado Comentário da IFI (CI), que apresenta impressões iniciais sobre eventos da conjuntura econômica e fiscal ou posicionamentos gerais da IFI sobre tópicos a serem aprofundados em estudos futuros.

## Equipe
A IFI é dirigida por um Conselho Diretor, composto de três membros: 
- um diretor-executivo, indicado pelo Presidente do Senado Federal;
- um diretor, indicado pela Comissão de Assuntos Econômicos (CAE) do Senado Federal;
- um diretor, indicado pela Comissão de Transparência, Governança, Fiscalização e Controle e Defesa do Consumidor (CTFC) do Senado Federal.

Atualmente, o Conselho Diretor da instituição composta por Marcus Pestana, diretor-executivo indicado pelo Presidente do Senado Federal, pela economista Vilma Pinto, indicada pela CAE e pelo economista Alexandre Andrade, indicado pela CTFC. A IFI também possui uma equipe técnica formada por pessoas com formação em economia e uma secretária.

## Conselho de Assessoramento Técnico
A IFI também conta com um Conselho de Assessoramento Técnico (CAT), composto por Fabiana Rocha, professora titular do departamento de Economia da Universidade de São Paulo; Felipe Salto, ex-diretor-executivo da IFI e ex-secretário de Estado da Fazenda de São Paulo; José Roberto Afonso, doutor em Economia pela Unicamp; Gustavo Loyola, ex-presidente do Banco Central do Brasil; e Yoshiaki Nakano, diretor da Escola de Economia de São Paulo da Fundação Getulio Vargas.

## Rede de IFIs da OCDE
A Organização para a Cooperação e Desenvolvimento Econômico (OCDE) mantém uma rede de consultorias parlamentares e instituições fiscais independentes ("Working Party of Parliamentary Budget Officials and Independent Fiscal Institutions" ) com o objetivo de aprimorar o monitoramento parlamentar sobre os processos orçamentários, além de dar suporte às instituições fiscais independentes. Atualmente, a rede é liderada por Mark Hadley, Chief Operating Officer do Congressional Budget Office , órgão do Congresso dos Estados Unidos. Seu antecessor foi Robert Chote que, à época, também era Chair do Office for Budget Responsibility , órgão público não departamental vinculado ao HM Treasury , do Reino Unido.
A Instituição Fiscal Independente brasileira participa da rede desde 2018, na condição de key-partner da OCDE, uma vez que o país não é membro da organização. Naquele ano, ocorreu sua primeira participação no encontro anual da rede , em Seul, na Coreia do Sul. 
No âmbito desta rede de IFIs, a OCDE publica documentos contendo recomendações, como o Recommendation on Principles for IFIs , estudos de caso relativos a países membros, e auditorias realizadas em IFIs de tais países, entre outros. Além disso, disponibiliza uma base de dados em formato de planilha eletrônica ("IFI database"), na qual classifica diversas IFIs de acordo com critérios como base legal, modelo institucional, independência, publicações, etc. Até sua última atualização (2021), a base de dados cobria 36 IFIs e consultorias parlamentares nacionais, em 30 países (incluindo a IFI brasileira), além de quatro subnacionais e uma regional.
Mais recentemente, no contexto da pandemia de coronavírus, foi publicado um levantamento sobre a forma como as IFIs reagiram à nova situação, denominado Independent fiscal institutions: promoting fiscal transparency and accountability during the Coronavirus (COVID-19) pandemic . O documento aborda a reação destas instituições, seja no que se refere ao conteúdo produzido e publicado, seja no que se refere às mudanças operacionais, necessárias durante a pandemia, implementadas pelas IFIs (como o trabalho remoto).